# U-87 (1941)
U-87 – niemiecki okręt podwodny (U-Boot) typu VII B z okresu II wojny światowej. Okręt wszedł do służby w 1941.

## Historia
Podczas II wojny światowej odbył 5 patroli bojowych, spędzając w morzu 260 dni. Zatopił 5 jednostek o łącznym tonażu 38.014 BRT.
Zatopiony 4 maja 1943 na zachód od Leixoes (Portugalia) na pozycji 41°36′00″N 13°31′00″W/41,600000 -13,516667 przez kanadyjskie okręty: korwetę HMCS „Shediac” i niszczyciel HMCS „St. Croix”. Zginęła cała załoga, 49 oficerów i marynarzy.

## Przebieg służby
- 19.08.1941-30.11.1941 – 6. Flotylla U-Bootów w Gdańsku (szkolenie)
- 01.12.1941-04.03.1943 – 6. Flotylla U-bootów w Saint-Nazaire (okręt bojowy)
- 04.05.1943 – zatopiony

Dowódcy:

19.08.1941-04.05.1943 – Kptlt. Joachim Berger

Kptlt. – Kapitanleutnant (kapitan marynarki)